# Apoteket Kronan, Skänninge
Apoteket Kronan är ett apotek i Skänninge, som inrättades 1760.

## Historik
Det första apoteket i Skänninge grundades 1760. Apoteket låg mitt emot Vårfrukyrkan och flyttade på 1860-talet till Follingegatan.

## Apotekare
- Joh. Möller
- 1786: Joh. Mar. Mohr
- 1811–1845: N. G. Högberg
- 1873–1908: Albert Godée[3]
- John Jadbäck
- 1925: Edvard Georg Källström